# Zespół Frasera
Zespół Frasera (zespół Meyera-Schwickeratha, zespół Fraser-François, zespół Ullricha-Feichtigera, ang. Fraser syndrome, Meyer-Schwickerath's syndrome, Fraser-François syndrome, Ullrich-Feichtiger syndrome) – zespół wad wrodzonych spowodowany mutacjami w genie FRAS1 lub FREM2, charakteryzujący się skrytooczem (cryptophthalmos) i skojarzonymi malformacjami innych układów narządów, zwłaszcza układu moczowego i oddechowego. Został opisany przez brytyjskiego genetyka George'a R. Frasera w 1962 roku. Dziedziczenie zespołu jest autosomalne recesywne. 

## Fenotyp
Na obraz kliniczny zespołu składają się:
- linia włosów na skroniach skierowana do przodu
- malformacje ucha środkowego i zewnętrznego
- przewodzeniowa utrata słuchu
- skrytoocze
- hiperteloryzm oczny
- ślepota
- atrezja przewodów łzowych
- hipoplastyczne skrzydełka nosa
- szeroki, niski grzbiet nosa
- wgłębienie grzbietu nosa
- rozszczep wargi i (lub) podniebienia
- stłoczenie zębów
- zwężenie krtani
- atrezja krtani
- szeroko rozstawione brodawki sutkowe
- mikropenis
- spodziectwo
- wnętrostwo
- przerost łechtaczki
- atrezja pochwy
- macica dwurożna
- agenezja lub hipoplazja nerki
- syndaktylia
- opóźnienie umysłowe
- mikrocefalia
- meningomyelocele
- encephalocele.

## Rokowanie
W 25% przypadków dzieci rodzą się martwe. W kolejnych 20% zgon następuje przed ukończeniem 1. roku życia. Najczęstszą przyczyną zgonu są powikłania zakażeń dróg oddechowych lub moczowych, spowodowane malformacjami tych układów.